# Svensk historisk bibliografi
Svensk historisk bibliografi (SHB) är en ämnesbibliografi över svensk historia. Den började utges av Svenska historiska föreningen 1881 parallellt med fackorganet Historisk tidskrift. Med varje årgång av Historisk tidskrift följde en förteckning över nyutgivna skrifter om svensk historia. Med jämna mellanrum sammanställdes dessa i samlingsvolymer med kompletterande och uppdaterad information.
Sammanlagt nio sådana volymer utgavs mellan 1907 och 1987. De tryckta bibliografierna omfattar publiceringsåren 1771–1976. Tillsammans förtecknar de 79 112 bibliografiska poster, bland annat monografier, uppsatser, recensioner och artiklar i dagstidningar.
Från 1988 låg arbetet med SHB nere. Genom beslut av riksbibliotekarie Tomas Lidman återupptogs arbetet 1995. Kungliga biblioteket blev ny huvudman för SHB, som inte längre trycktes. I stället blev SHB en del av den gemensamma katalogen för Sveriges forskningsbibliotek, Libris.
SHB var en del av LIBRIS fram till 2010, då den nye riksbibliotekarien Gunnar Sahlin beslutade att lägga ned arbetet. Deldatabasen i LIBRIS omfattade vid nedläggningen över 90 000 poster.

## Svensk historisk bibliografi-digital
År 2007 påbörjade Kungliga biblioteket en digitalisering av de tryckta volymerna av SHB. En ny databas, Svensk historisk bibliografi-digital (SHBd), lanserades i oktober 2012. SHBd kombinerar de tryckta volymerna och LIBRIS-posterna i en ny elektronisk söktjänst. Den nya databasen omfattar över 176 000 bibliografiska poster från åren 1771–2010.